# Democratici Australiani
I Democratici Australiani (in inglese Australian Democrats, AD) sono un partito politico australiano.

## Storia
Gli AD sono stati fondati nel 1977, quale continuazione del Partito dell'Australia, nato ad opera di Don Chipp, fuoriuscito dal Partito Liberale d'Australia.
Don Chipp aveva preso parte all'esperienza del Partito dell'Australia, che pur ottenendo un buon risultato alle elezioni politiche del 1972 non aveva eletto alcun deputato. Il PA era l'erede del Movimento Riformista Liberale (Liberal Reform Moviment), nato all'interno del PLA, ad opera dei liberali contrari alla Guerra del Vietnam. Molti appartenenti al PA, constatato però il lento declino del partito dopo le elezioni del 1972, decisero di dar vita ai Democratici Australiani.
Gli AD elessero il proprio primo deputato, nel 1980, nella persona di Janine Haines, ex - liberale, anch'ella appartenente al MRL, e divenuta poi leader del partito nel 1986, la prima donna australiana a guidare un partito.
Alle elezioni del 1993, i Democratici elessero appena 2 senatori e non riuscirono ad eleggere deputati. Alle successive elezioni nazionali del 1996, gli AD ottennero un buon risultato: 6,8% alla Camera, ma nessun seggio, ed il 10,8% (+5%) al Senato e 7 seggi.
Nel 1997, i Democratici elessero come propria leader Meg Lees, che sostituì Natasha Stott Despoja. Nel 1999, però, la scelta della Lees, di sostenere la Tassa sui Beni e Servizi (Goods and Services Tax), voluta dai Liberali, divise il partito. A causa delle divisioni interne e dell'ulteriore calo alle elezioni del 2001, la Lees fu sostituita dalla Stott Despoja. La Lees accusò il partito di essersi spostato troppo a sinistra e fondò, nel 2002, l'Alleanza Progressista Australiana (Australian Progressive Alleance), un piccolo partito liberale di centro.
A causa della spaccatura con la componente della Lees e del cambio di ben tre leader tra il 2002 ed il 2004, i Democratici videro ulteriormente calare i propri consensi fino a giungere, alle politiche del 2004, all'1,2% (-4%) alla Camera e 2% al Senato, mantenendo solo 4 senatori. Questo calo sembrò dovuto, però, anche al buon consenso ottenuto dal governo liberale e dalla crescita dei Verdi Australiani, che raccolgono consensi in quella fetta dell'elettorato a cui avevano guardato i Democratici con politiche più di "sinistra".
Alle elezioni del 2007 i Democratici hanno confermato il proprio trend negativo, scendendo addirittura allo 0,7%.

## Ideologia
Gli AD possono essere considerati socioliberali. Sostengono con convinzione le politiche ambientaliste, l'impegno pacifista, la riconciliazione nazionale con gli aborigeni. Sono favorevoli ad una sperimentazione circa la liberalizzazione delle droghe leggere, sono concordi sul riconoscimento di diritti alle coppie omosessuali, chiedono l'introduzione del sistema elettorale proporzionale.
Gli AD si pongono come "veri rappresentanti del liberalismo di stampo europeo", in contrapposizione sia ai laburisti, che ai liberali, considerati conservatori. Attualmente il partito è guidato da Lyn Allison.
| Elezione          | Elezione | Voti      | %     | Seggi   |
| ----------------- | -------- | --------- | ----- | ------- |
| Parlamentari 1993 | Camera   | 397 060   | 3,75  | 0 / 147 |
| Parlamentari 1993 | Senato   | 566 944   | 5,31  | 2 / 40  |
| Parlamentari 1996 | Camera   | 735 848   | 6,76  | 0 / 148 |
| Parlamentari 1996 | Senato   | 1 179 357 | 10,82 | 5 / 40  |
| Parlamentari 1998 | Camera   | 569 935   | 5,13  | 0 / 148 |
| Parlamentari 1998 | Senato   | 947 940   | 8,45  | 4 / 40  |
| Parlamentari 2001 | Camera   | 620 248   | 5,41  | 0 / 150 |
| Parlamentari 2001 | Senato   |           |       | 4 / 40  |
| Parlamentari 2004 | Camera   | 144 832   | 1,24  | 0 / 150 |
| Parlamentari 2004 | Senato   | 250 373   | 2,09  | 0 / 40  |
| Parlamentari 2007 | Camera   | 89 813    | 0,72  | 0 / 150 |
| Parlamentari 2007 | Senato   | 162 975   | 1,29  | 0 / 40  |
| Parlamentari 2010 | Camera   | 22 376    | 0,18  | 0 / 150 |
| Parlamentari 2010 | Senato   | 80 645    | 0,63  | 0 / 40  |
| Parlamentari 2013 | Camera   | 3 614     | 0,03  | 0 / 150 |
| Parlamentari 2013 | Senato   | 33 907    | 0,25  | 0 / 40  |
| Parlamentari 2016 | Camera   | N.D.      | N.D.  | 0 / 150 |
| Parlamentari 2016 | Senato   | N.D.      | N.D.  | 0 / 76  |
| Parlamentari 2019 | Camera   | 2 039     | 0,01  | 0 / 150 |
| Parlamentari 2019 | Senato   | 24 992    | 0,17  | 0 / 40  |